# Gornja Rasovača
Gornja Rasovača (izvirno srbsko Горња Расовача) je naselje v Srbiji, ki upravno spada pod Občino Merošina; slednja pa je del Niškega upravnega okraja.

## Demografija
V naselju živi 200 polnoletnih prebivalcev, pri čemer je njihova povprečna starost 42,0 let (39,2 pri moških in 45,1 pri ženskah). Naselje ima 70 gospodinjstev, pri čemer je povprečno število članov na gospodinjstvo 3,57.
To naselje je, glede na rezultate popisa iz leta 2002, večinoma srbsko.
|  |

| Demografija | Demografija     | Demografija     |
| Leto        | Št. prebivalcev | Št. prebivalcev |
| ----------- | --------------- | --------------- |
|             |                 |                 |
|             |                 |                 |
|             |                 |                 |
|             |                 |                 |
| 1948        | 309             |                 |
| 1953        | 338             |                 |
| 1961        | 331             |                 |
| 1971        | 309             |                 |
| 1981        | 294             |                 |
| 1991        | 227             | 226             |
| 2002        | 254             | 250             |
|             |                 |                 |

| Etnična sestava po popisu iz leta 2002 | Etnična sestava po popisu iz leta 2002 | Etnična sestava po popisu iz leta 2002 | Etnična sestava po popisu iz leta 2002 | Etnična sestava po popisu iz leta 2002 |
| -------------------------------------- | -------------------------------------- | -------------------------------------- | -------------------------------------- | -------------------------------------- |
| Srbi                                   | Srbi                                   |                                        | 232                                    | 92,8%                                  |
| Romi                                   | Romi                                   |                                        | 15                                     | 6,0%                                   |
| Hrvati                                 | Hrvati                                 |                                        | 1                                      | 0,4%                                   |
| Neznano                                | Neznano                                |                                        | 1                                      | 0,4%                                   |